# Octo Octa
Maya Bouldry-Morrison, mieux connue sous le nom de scène Octo Octa, est une DJ et musicienne américaine. En 2016, Bouldry-Morrison fait son coming-out en tant que transgenre, après avoir déjà acquis une certaine notoriété en tant qu'artiste,,.

## Biographie
Octo Octa décrit ses influences comme étant les disques Warp classiques, l'IDM, la drum and bass, le label Tigerbeat6 basé à San Francisco, et est inspirée par l'artiste transgenre DJ Sprinkles (alias Terre Thaemlitz).
Alors qu'elle étudie à l'université du New Hampshire, elle forme le groupe de dance Horny Vampyre avec son ami Jeremy, tout en utilisant le pseudonyme Octo Octa pour sa musique expérimentale en solo. Ses premières productions en solo s'inscrivent dans les genres IDM et breakcore ; ce n'est qu'à la fin de sa carrière universitaire qu'elle commence à produire le style de house pour lequel elle est plus connue.
Son premier EP, Let Me See You (2011), sort sur 100% Silk, le sous-label maison du label noise Not Not Fun Records. Depuis, elle a sorti plusieurs albums, dont le vinyle Where Did You Go / Through the Haze (2014) sur Argot, More Times EP (2015) sur le label allemand Running Back et Further Trips (2015) sur Deepblak. Ses trois premiers albums sont sortis sur 100% Silk, et Resonant Body en 2019.
En 2019, Bouldry-Morrison annonce la formation d'un nouveau label, T4T LUV NRG, avec sa partenaire, sa collègue DJ Eris Drew. Sous la bannière T4T LUV NRG, les deux donnent des concerts et fait des tournées des clubs ensemble. Bouldry-Morrison annonce son nouvel EP She's Calling en janvier 2021, sortant l'EP le 5 février de la même année.

## Vie personnelle
Bouldry-Morrison fait son coming-out en tant que transgenre en 2016. Elle raconte que ce processus commence en 2012, lorsqu'elle a lu un article de Rolling Stone sur la chanteuse d'Against Me!, Laura Jane Grace. 

## Discographie

### Albums studio
- 2011 : Rough, Rugged, and Raw (100% Silk)
- 2012 : LA Vampires (100% Silk)
- 2013 : Between Two Selves (100% Silk)
- 2017 : Where Are We Going? (HNYTRX)
- 2019 : Resonant Body (T4T LUV NRG)[9]